# Tarna Mare
Tarna Mare (in ungherese Nagytarna) è un comune della Romania di 3 904 abitanti, ubicato nel distretto di Satu Mare, nella regione storica della Transilvania. 
Il comune è formato dall'unione di 4 villaggi: Bocicău, Tarna Mare, Valea Seacă, Văgaș.